# Union amicale Cognac Foot Charente
Maillots
L'Union amicale Cognac football est un club français de football fondé en 1903 à Cognac, en Charente et basé à Châteaubernard, dans la proche banlieue sud de la ville.

## Historique
Les meilleurs résultats en Coupe de France ont été obtenus avant la seconde guerre mondiale avec une participation aux seizièmes de finale en 1917-1918 contre l'ES Mont-de-Marsan après avoir éliminé la VGA du Médoc en trente-deuxièmes de finale. L'année suivante (1918-1919) les bordelais se vengent en huitièmes de finale en infligeant un lourd 12-0 à l'UA Cognac.
Les Cognaçais participent de nouveau aux trente-deuxièmes de finale en 1924-1925 avec une défaite contre le SO Montpellier.
Le club élimine le FC Tours, alors leader de Ligue 2, lors du 7e tour de la Coupe de France 2010-2011 puis élimine Saumur au 8e tour et atteint les trente-deuxièmes de finale (défaite 3-1 face au FC Nantes) pour la première fois depuis l'automne 1924.
L’UA Cognac était installé au stade de la Belle-Allée depuis 1922. Mais depuis 2015, les bureaux du club et les installations ont migré vers le flambant neuf complexe Claude Boué, situé à Châteaubernard, dans la proche banlieue sud de la ville. L’UA Cognac en est le résident majoritaire depuis 2016 et a officiellement vendu le stade de la Belle-Allée en 2017.
Le complexe Claude Boué est composé de deux terrains synthétiques, et de deux terrains en herbe dont un honneur avec tribune sur lequel l’équipe première évolue.
L'équipe senior de l'UA Cognac évolue en National 3 entre 2019 et 2022. Le club possède également une équipe féminine, qui évolue quant à elle, en Régional 2.

## Entraîneurs
- 2003-2006 :  Dominique Berthaud
- 2008-2011 :  David Marraud
- 2011-2014 :  Emmanuel Hamon
- 2014-2021 :  Olivier Modeste
- 2021-2022 :  Thierry Sardo (en)
- 2022- :  Alvin Henri

## Anciens joueurs
- 1993-1998 :  Christophe Jallet

## Palmarès
- Champion DH du Centre-Ouest[1] : 1991, 2019
- Vainqueur de la Coupe du Centre-Ouest[2] : 1983, 1988
- Vainqueur de la Coupe de Charente[3] : 1953, 1962, 1969